# Halalaimus diacros
Halalaimus diacros är en rundmaskart som beskrevs av Mawson 1058. Halalaimus diacros ingår i släktet Halalaimus och familjen Oxystominidae. Inga underarter finns listade i Catalogue of Life.